# Обратной дороги нет (фильм, 1957)
Обратной дороги нет (англ. No Road Back) — английский фильм 1957 года. Режиссёр — Монтгомери Талли. Жанр — криминал.
Слепая и глухая женщина жертвует всем, что у нее есть, и посвящает свою жизнь  сыну - никчёмному нарушителю спокойствия, который оказывается втянутым в преступную группировку, пытающуюся обвинить его в ограблении.
Фильм стал первой крупной ролью в кино будущей кинозвезды Шона Коннери. Коннери сыграл мелкого гангстера с дефектом речи.
Фильм остался незамеченным в тогдашнем СССР, дубляжа на русский язык нет — ни тех времён, ни нынешнего.